# Cimbex connatus
Cimbex connatus is een vliesvleugelig insect uit de familie van de knotssprietbladwespen (Cimbicidae). De wetenschappelijke naam van de soort is voor het eerst geldig gepubliceerd in 1776 door Franz Paula von Schrank.